# Acumontia
Acumontia is een geslacht van hooiwagens uit de familie Triaenonychidae.
De wetenschappelijke naam Acumontia is voor het eerst geldig gepubliceerd door Loman in 1898. 

## Soorten
Acumontia omvat de volgende 20 soorten:
- Acumontia alluaudi
- Acumontia armata
- Acumontia capitata
- Acumontia cowani
- Acumontia draconensis
- Acumontia echinata
- Acumontia flavispinus
- Acumontia hystrix
- Acumontia lomani
- Acumontia longipes
- Acumontia majori
- Acumontia milloti
- Acumontia natalensis
- Acumontia pococki
- Acumontia roberti
- Acumontia roeweri
- Acumontia rostrata
- Acumontia soerenseni
- Acumontia spinifrons
- Acumontia venator